# Карол Ломбард
Карол Ломбард (Carole Lombard), с рождено име Джейн Алис Питърс (Jane Alice Peters) е американска актриса, номинирана за Оскар. Известна е най-вече с комедийните си роли в няколко класически филми от 30-те години на XX век. През 1999 г. Американският филмов институт включва Ломбард под номер 23 в класацията на най-големите жени звезди на класическото холивудско кино.

## Биография
Карол Ломбард е родена на 6 октомври 1908 г. във Форт Уейн, Индиана. Тя е най-малкото от трите деца на Фредерик Питърс и Елизабет Найт. През 1914 г. родителите ѝ се развеждат и майка ѝ завежда децата в Лос Анджелис.
Ломбард прави своя дебют в киното, след като режисьорът Алан Дуан я забелязва да играе бейзбол на улицата и я ангажира за филма A Perfect Crime (1921). През 20-те години тя участва в няколко нискобюджетни продукции под името Джейн Питърс, а по-късно – като Карол Ломбард. Става известна актриса и прави плавен преход от нямото кино към филмите със звук. Първият ѝ такъв филм е High Voltage (1929). През 1930 г. тя започва да работи за Парамаунт Пикчърс.
Ломбард става една от най-успешните комедийни актриси в Холивуд през 30-те. Има и драматични роли (Vigil in the Night, 1940).
През октомври 1930 г. Ломбард среща актьора Уилям Пауъл. Двамата се женят на 26 юни 1931 г. Развеждат се през 1933 г., но запазват приятелски отношения.
Ломбард започва връзка с Кларк Гейбъл в средата на 30-те. В началото отношенията им са пазени в тайна, тъй като Гейбъл все още е женен за втората си съпруга, Риа. Гейбъл се развежда на 7 март 1939 и на 29 март се жени за Ломбард. Двамата имат щастлив брак до смъртта на Ломбард.
Карол Ломбард умира в самолетна катастрофа 16 януари 1942 г.
Въпреки че се жени отново впоследствие, когато умира през 1960 г., Кларк Гейбъл е погребан до нея.

## Отличия
Карол Ломбард получава номинация за Оскар за най-добра женска роля за филма My Man Godfrey (1936).
Актрисата има звезда на Холивудската алея на славата.

## Филмография
- A Perfect Crime (1921)
- Gold Heels (1924)
- Dick Turpin (1925)
- Marriage in Transit (1925)
- Gold and the Girl (1925)
- Hearts and Spurs (1925)
- Durand of the Bad Lands (1925)
- The Plastic Age (1925)
- The Road to Glory (1926)
- The Johnstown Flood (1926)
- The Fighting Eagle (1927)
- My Best Girl (1927)
- The Divine Sinner (1928)
- Power (1928)
- Me, Gangster (1928)
- Show Folks (1928)
- Ned McCobb's Daughter (1928)
- High Voltage (1929)
- Big News (1929)
- The Racketeer (1929)
- Dynamite (1929)
- The Arizona Kid (1930)
- Safety in Numbers (1930)
- Fast and Loose (1930)
- It Pays to Advertise (1931)
- Man of the World (1931)
- Ladies' Man (1931)
- Up Pops the Devil (1931)
- I Take This Woman (1931)
- No One Man (1932)
- Sinners in the Sun (1932)
- Virtue (1932)
- No More Orchids (1932)
- No Man of Her Own (1932)
- From Hell to Heaven (1933)
- Supernatural (1933)
- The Eagle and the Hawk (1933)
- Brief Moment (1933)
- White Woman (1933)
- Болеро (1934) / Bolero
- We're Not Dressing (1934)
- Twentieth Century (1934)
- Now and Forever (1934)
- Lady by Choice (1934)
- The Gay Bride (1935)
- Rumba (1935)
- Hands Across the Table (1935)
- Love Before Breakfast (1936)
- The Princess Comes Across (1936)
- My Man Godfrey (1936)
- Swing High, Swing Low (1937)
- Nothing Sacred (1937)
- True Confession (1937)
- Fools for Scandal (1938)
- Made for Each Other (1939)
- In Name Only (1939)
- Vigil in the Night (1940)
- They Knew What They Wanted (1940)
- Г-н и г-жа Смит (1941) / Mr. & Mrs. Smith
- Да бъдеш или да не бъдеш (1942) / To Be or Not to Be